# ベル・アミ
ベル・アミ（Bel Amiis）は、スロバキア・ブラチスラヴァ市のゲイポルノフィルム企業、マルチメディア・サービス有限責任会社（Multimedia services, s.r.o.）の商標である。

## 概要
ギ・ド・モーパッサンの小説『ベラミ（Bel Ami）』の主人公「ジョルジュ・デュロワ」の名で活動するスロバキア人映像作家、ゲオルゲ・ドゥロイが1993年に設立した。1998年、カリフォルニア州に本社を置くベル・アミ・フォト＆ビデオ株式会社（Bel Ami Photo & Video, Inc.,）として米国で法人化したあと、2004年3月に映像・出版プロダクション業務などを事業内容とするマルチメディア・サービス株式会社（Multimedia services, a.s.）として国内法人化。のち2007年12月に有限責任会社に転換した。
ハードコア・ポルノDVDに加えて、同社はカレンダーや2006年に発表されたハワード・ロフマンの写真集『ベル・アミの少年たち（The Boys of Bel Ami）』のような書籍を製作している。その出演者は、しばしばヨーロッパ一円やアメリカ合衆国、その他各国のナイトクラブや同様の会場で話題となる。
ベル・アミはこれまで何百人の俳優を雇用してきた。特筆すべき出演者にはセバスティアン・ボネット、クリス・エヴァンス、ルーク・ハミル、トミー・ハンセン、 ドルフ・ランバート、ブランドン・マニロウ、ヨハン・ポーリック、ルーカス・リッジストン、アリエル・ヴァニアン や最近では双子のイライジャ・ピーターズ 、ミロ・ピーターズ兄弟が含まれ、彼らはさまざまなシーンを一緒に演じてきた。
2010年度にはXBIZ賞で5部門受賞（GLBT studio of the year を含む）、2010年度「GayVN Awards」5部門（クリス・エヴァンスへの最優秀新人賞を含む）ノミネートなど、アダルト・エンターテイメントにおける賞で多数の受賞・ノミネート歴を持つ。このほか"the award for best marketing—company image”も受賞し 、創業者のジョージ・デュロイはルーカス・リッジストンとヨハン・ポーリックと同様に"GayVN Awards"の殿堂入りを果たしている。

## 主な映像作品
- Frisky Summer 1,2,3:1995年、1996年、1998年
- An American in Prague:1997年
- The 101 Men series:1998年-2002年
- The Personal Trainers シリーズ:2001年-現在
- Greek Holiday:2004年
- Pretty Boy:2004年
- Lukas in Love:2005年
- Pillow Talk 1,2,3:2006年
- Undressed Rehearsals:2007年
- Rebel 2007年
- The Private Life of Brandon Manilow:2008年
- French Kiss 2008年
- Seriously Sexy:2009年
- Taboo:2010年
- Todd and Dolph:2010年
- 5 Americans in Prague:2009年
- Seriously Sexy 2:2010年
- Skin on Skin:2010年
- Step by Step: The Education of  Porn Star: Kris Evans:2010年
- Step by Step: The Education of a Porn Star: Jean-Daniel Chagall:2010年
- Johans Journal 4:2010年
- Flings 4:2010年

## バイオグラフィ
- Bel Ami : best of Johan, Bruno Gmunder, (2000), ISBN 9783861871866
- Images of desire : models by Bel Ami, Pro-Fun, (2000), ISBN 9783931613013
- Bel Ami : Summertime, Bruno Gmunder, (2000), ISBN 9783861871712
- Sebastian & friends, B. Gmünder, (2004), ISBN 9783861876472
- Roffman, Howard (2006), The boys of Bel Ami, B. Gmünder, ISBN 9783861879893
- Roffman, Howard (2010), The blush of youth, B. Gmünder, ISBN 9783867871457

## 参照
1. ↑  Morrison, Todd G. (2004), Eclectic views on gay male pornography: pornucopia, Routledge, p. 161, ISBN 9781560232919
2. ↑  Výpis z Obchodného registra Okresného súdu Bratislava I ; Po 703/B（ブラチスラヴァ1区商業登記裁判所登記簿抄本:登記番号Po 703/B） スロバキア共和国法務省
3. ↑  Výpis z Obchodného registra Okresného súdu Bratislava I ; Sro 49773/B（ブラチスラヴァ1区商業登記裁判所登記簿抄本:登記番号Sro 49773/B） スロバキア共和国法務省
4. ↑  JC Adams (2009年11月5日). “Planet Porn: Bel Ami Boys in Paris”.   Gay Porn Times. 2010年10月9日閲覧。
5. ↑  TLA Video (2010年10月11日). “Bel Ami Search books”.   TLAvideo.com. 2010年11月10日閲覧。
6. ↑  JC Adams (2009年6月4日). “Bel Ami Twins No Longer ‘Sex Buddies’”.   Gay Porn Times. 2010年3月16日閲覧。
7. ↑  Steve Javors (2009年12月16日). “XBIZ Announces Finalist Nominees for 2010 XBIZ Awards”.   XBIZ. 2010年11月10日閲覧。
8. ↑  Sherri L. Shaulis (2010年9月24日). “Big Winners Honored at GayVN Awards”.   Adult Video News. 2010年11月10日閲覧。
9. ↑  none (2010年9月24日). “GayVN Nominees Hall of Fame”.   Adult Video News. 2010年11月10日閲覧。